# Propallene longiceps
Propallene longiceps is een zeespin uit de familie Callipallenidae. De soort behoort tot het geslacht Propallene. Propallene longiceps werd in 1879 voor het eerst wetenschappelijk beschreven door Bohm. 